# Sólidos suspendidos
Los sólidos en suspensión o sólidos suspendidos se refieren a pequeñas partículas sólidas que permanecen en suspensión en agua como coloide o debido al movimiento del agua. Los sólidos en suspensión se pueden eliminar por sedimentación debido a su tamaño comparativamente grande.  Se utiliza como indicador de la calidad del agua y de la fuerza de las aguas residuales o aguas residuales en general. Es un parámetro de diseño importante para los procesos de tratamiento de aguas residuales.
A veces se abrevia SS, pero no debe confundirse con sólidos sedimentables, también abreviado SS, que contribuyen al bloqueo de las tuberías de alcantarillado.

## Explicación
Los sólidos en suspensión son importantes ya que los contaminantes y patógenos se transportan en la superficie de las partículas. Cuanto menor sea el tamaño de partícula, mayor será el área de superficie total por unidad de masa de partícula en gramos y, por lo tanto, mayor será la carga contaminante que probablemente se transportará.

## Eliminación
La remoción de sólidos en suspensión generalmente se logra mediante el uso de sedimentación y/o filtros de agua (generalmente a nivel municipal). Al eliminar la mayoría de los sólidos suspendidos en un suministro de agua, la cantidad significativa de agua generalmente se vuelve cercana a la calidad para beber. A esto le sigue la desinfección para garantizar que los patógenos que flotan libremente o los patógenos asociados con la pequeña cantidad restante de sólidos en suspensión se vuelvan ineficaces.

## Efectividad del filtrado
El uso de un filtro de tela muy simple, que consiste en un sari de algodón doblado, reduce drásticamente la carga de cólera que se transporta en el agua y es adecuado para los muy pobres; en este caso, se podría agregar un método de desinfección con tecnología apropiada, como la desinfección solar del agua.
Una excepción importante a esta generalización es la contaminación por arsénico de las aguas subterráneas, ya que el arsénico es un contaminante muy grave que es soluble y, por lo tanto, no se elimina cuando se eliminan los sólidos en suspensión. Esto hace que sea muy difícil de eliminar, y encontrar una fuente de agua alternativa suele ser la opción más realista.